# Vriesea eltoniana
Vriesea eltoniana là một loài thuộc chi Vriesea. Đây là loài đặc hữu của Brasil.